# Stanley Payne
Stanley George Payne (Denton (Texas), 1934) is een Amerikaans historicus.
Stanley Payne geldt als een van de belangrijkste specialisten op het gebied van de geschiedenis van Spanje in het algemeen en die van de Tweede Spaanse Republiek, Spaanse Burgeroorlog en de dictatuur van Franco in het bijzonder, waarover hij een aantal standaardwerken schreef en honderden artikelen. Hij is ook gespecialiseerd in de geschiedenis van het fascisme en heeft een vergelijkende analyse van het Europese fascisme uitgebracht.
Payne geldt als een relatief rechtse stem in de geschiedschrijving van de Spaanse Burgeroorlog, vooral voor een niet-Spaanse specialist, en wordt door sommige linkse historici als een "revisionist" getypeerd. Hij staat sinds ongeveer 2012 bekend om zijn inzicht dat het Volksfront grootschalig gefraudeerd had tijdens de verkiezing van 1936 en daardoor ongeveer 30 zetels meer won dan rechtmatig was. Hierin staat hij dicht bij de zienswijzen van Roberto Villa García en Manuel Álvarez Tardío.
Stanley Payne was onder meer als hoogleraar verbonden aan universiteiten in de Verenigde Staten en in Spanje.
- Bibsys: 90053256
- Biblioteca Nacional de España: XX865088
- Bibliothèque nationale de France: cb120234580 (data)
- Catàleg d'autoritats de noms i títols de Catalunya: 981058513862906706
- CiNii: DA00539100
- Gemeinsame Normdatei: 115468730
- International Standard Name Identifier: 0000 0001 2139 3753
- Library of Congress Control Number: n79138925
- Nationale Bibliotheek van Letland: 000029793
- Bibliotheek van het Japanse parlement: 00452345
- Nationale Bibliotheek van Tsjechië: jn19990006417
- Nationale bibliotheek van Australië: 35413386
- Nationale Bibliotheek van Israël: 987007266463905171
- Nationale Bibliotheek van Polen: a0000001150218
- Nationale en Universitaire bibliotheek Zagreb: 000220565
- Nederlandse Thesaurus van Auteursnamen: 071259643
- Réseau des bibliothèques de Suisse occidentale: 02-A003677121
- Istituto Centrale per il Catalogo Unico: LO1V017060
- SNAC: w6b06gdc
- Système universitaire de documentation: 028389298
- Trove: 943888
- Virtual International Authority File: 73866298
- WorldCat: E39PBJcC4mBVvryyrGbMRv7CQq